# Spilosmylus pretiosus
Spilosmylus pretiosus är en insektsart som först beskrevs av Banks 1931.  Spilosmylus pretiosus ingår i släktet Spilosmylus och familjen vattenrovsländor. Inga underarter finns listade i Catalogue of Life.